# Френк Вон
Френк Вон (англ. Frank J. Vaughn, 18 лютого 1902, Сент-Луїс, США — 9 липня 1959, там само) — американський футболіст, що грав на позиції захисника за клуб «Бен Міллерс», а також національну збірну США.

## Клубна кар'єра
Виступав за команду «Бен Міллерс». У 1920 році був частиною команди «Сент-Луїс All Star», яка гастролювала по Скандинавії.

## Виступи за збірну
Був присутній в заявці збірної на чемпіонаті світу 1930 року в Уругваї, але на поле не виходив.
Грав у кількох виставкових матчах під час туру американської команди по Південній Америці після ЧС-1930. Ці ігри були проти клубних і регіональних, а не національних команд, тому вони не вважаються офіційними. У результаті Вон ніколи офіційно не грав за збірну США.
Був введений в Зал слави футболу Сент-Луїса в 1972 і Національний зал слави футболу в 1986 році.
Помер 9 липня 1959 року на 58-му році життя у місті Сент-Луїс.

## Титули і досягнення
- Бронзовий призер чемпіонату світу: 1930